# Sharni Williams
Sharni Williams (Batlow, 2 de março de 1988) é uma ruguebolista de sevens australiana, campeã olímpica.

## Carreira
Williams integrou o elenco da Seleção Australiana Feminina de Rugby Sevens medalha de ouro nos Jogos Olímpicos Rio 2016, ela fez um try.